# Waterkot (Erembodegem)
 't Waterkot is een watermolen in de tot de Oost-Vlaamse gemeente Aalst behorende plaats Erembodegem, gelegen aan Watermolenstraat 6.
Deze watermolen op de Bontebeek, van het type bovenslagmolen, fungeerde als korenmolen.

## Geschiedenis
In 1418 was er al sprake van een watermolen op deze plaats. De molen behoorde toe aan Abdij van Groenenbriel te Gent en deze verhuurde het Hof te Halle of Molenhof.
In 1872 werd een stoommachine geplaatst en in 1874 kwam de molen aan de familie Vandenhaute. Deze verbouwde de molen in 1949 tot een semi-industrieel mengvoedercomplex. Het metalen rad bevindt zich in de kelder van het gebouw. In 2004 werd het maalbedrijf gestopt en werd door de molen nog elektriciteit geproduceerd. De maalinrichting in het gebouw is nog maalvaardig.